# Theriosuchus
Theriosuchus è un genere estinto di rettili, appartenente ai crocodilomorfi. Visse tra il Giurassico superiore e il Cretaceo inferiore (circa 160 - 126 milioni di anni fa). I suoi resti sono stati ritrovati in varie zone dell'Europa (Inghilterra, Spagna), negli Stati Uniti e in Thailandia. 

## Descrizione
Le caratteristiche di Theriosuchus (il cui nome deriva dal greco e significa "coccodrillo - bestia") risiedono principalmente nelle piccole dimensioni: raramente superava i 50 centimetri di lunghezza. Il cranio era abbastanza corto, dotato di orbite piuttosto grandi e di piccoli denti aguzzi; i denti posteriori erano però di forma più smussata. Le zampe erano relativamente allungate e il corpo era snello.

## Classificazione
Theriosuchus è stato per lungo tempo ascritto agli atoposauridi, un gruppo di coccodrilli estinti piuttosto vicini all'origine delle forme attuali. Ricerche più recenti indicherebbero la sua vicinanza ai paralligatoridi (Paralligatoridae), un clade di crocodilomorfi affini agli eusuchi (Tennant et al., 2016). Venne descritto per la prima volta nel 1879 da Richard Owen, che descrisse la specie T. pusillus proveniente dall'inizio del Giurassico superiore dell'Inghilterra. Successivamente a questo genere vennero attribuiti altre specie: T. morrisonensis del Giurassico superiore degli Stati Uniti, T. ibericus del Cretaceo inferiore della Spagna (Brinkmann, 1992), T. guimarotae del Giurassico superiore portoghese (Schwarz & Salisbury, 2005), l'asiatica T. grandinaris del Cretaceo inferiore della Thailandia (Lauprasert et al., 2011) e T. sympiestodon della Romania (Martin et al., 2010). 

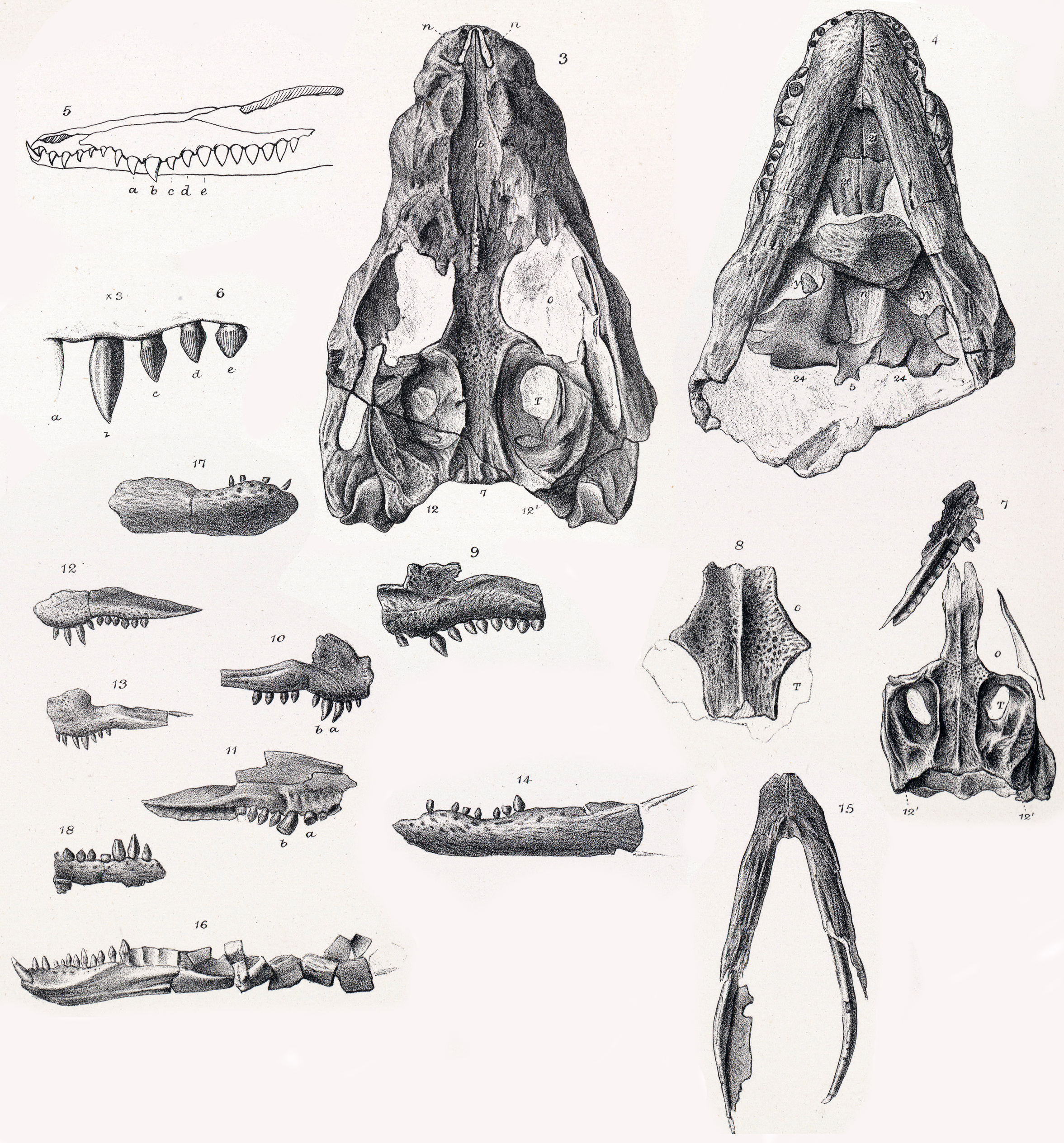
Cranio di Theriosuchus pusillus

Quest'ultima specie doveva essere una sorta di fossile vivente della sua epoca: i resti, infatti, provengono dal Maastrichtiano (circa 70 milioni di anni fa) e vi è un lasso temporale di circa 58 milioni di anni nei quali non è noto alcun fossile di Theriosuchus. T. sympiestodon è stato ritrovato nel bacino di Hateg, un'area che nel Cretaceo superiore era parte di un arcipelago nell'oceano Tetide, abitato anche da dinosauri nani (Telmatosaurus, Zalmoxes, Magyarosaurus). Resti attribuiti a una specie indeterminata di Theriosuchus sono stati ritrovati anche in Francia in terreni del Maastrichtiano (Martin et al., 2014). Revisioni più recenti indicano che T. sympiestodon e T. ibericus sarebbero da ascrivere a un genere a sé stante, Sabresuchus, così come T. guimarotae, attribuibile al nuovo genere Knoetschkesuchus (Tennant et al., 216; Schwarz et al., 2017).